# Lopende rekening

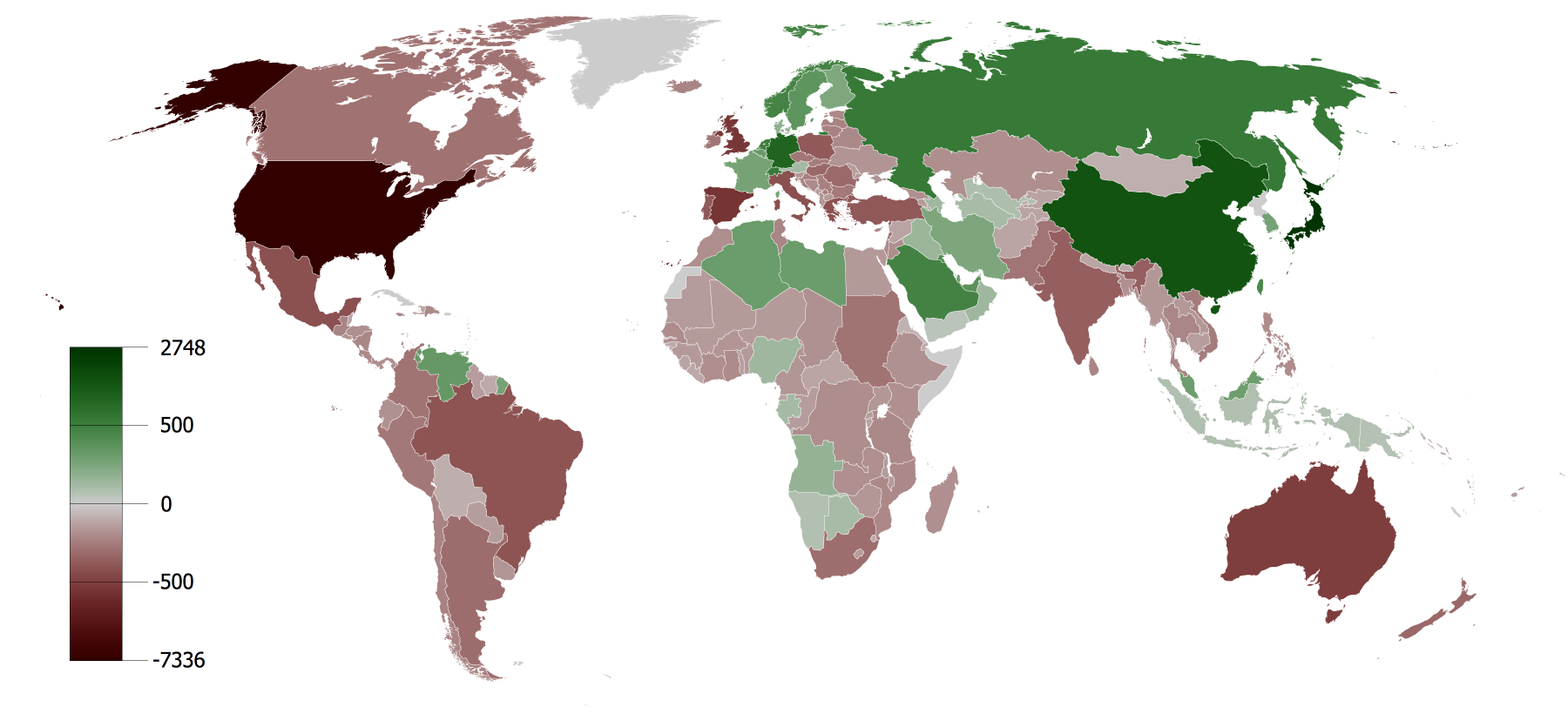
Cumulatieve balans van lopende rekeningen 1980-2008 (in miljard US$) (gebaseerd op gegevens van het IMF)

De lopende rekening is in de macro-economie een van de twee primaire componenten van de betalingsbalans (de andere hoofdcomponent is de kapitaalrekening). 

## Definitie
Formule:
Lopende rekening = handelsbalans + netto factor inkomen met het buitenland + netto unilaterale overdrachtsbetalingen met het buitenland
Waarbij de lopende rekening de som is van:
- de handelsbalans, dit is export minus de import van goederen en diensten;
- netto factorinkomen, het saldo van aan het buitenland betaalde en ontvangen inkomens zoals rente en dividend en
- netto overdrachtsbetalingen, betalingen aan of uit het buitenland zoals ontwikkelingshulp of geld dat naar een familielid in het buitenland wordt gestuurd. Bij deze betalingen ontbreekt een productieve tegenprestatie.

De lopende rekening is een van de twee belangrijkste maatstaven om de buitenlandse handel van een land te duiden (de andere is de netto kapitaaluitstroom). Een overschot op de lopende rekening verhoogt de netto buitenlandse bezittingen met eenzelfde bedrag, een tekort op de lopende rekening doet het tegenovergestelde. Zowel overheids- als particuliere betalingen worden in de berekening meegenomen.
Een overschot op handelsbalans draagt in het algemeen bij aan een overschot op de lopende rekening; als de buitenlandse handel een negatief saldo heeft, dan levert dit meestal een tekort op de lopende rekening op. De handelsbalans is meestal de belangrijkste component van de lopende rekening. Een overschot op de lopende rekening wordt meestal gezien als een gevolg van een economie die meer exporteert dan importeert. Dit is echter niet altijd juist; in Australië bijvoorbeeld wordt het handelsoverschot tenietgedaan door tekorten op het factorinkomen, waardoor de lopende rekening nog altijd een tekort vertoont.

## Publicaties
Er zijn veel statistieken met betrekking tot dit onderwerp, waaronder die van het Internationaal Monetair Fonds. De CIA World Factbook geeft een goed overzicht van alle landen, met tekorten en overschotten. Landen met de grootste overschotten op de lopende rekening waren in 2015, de Volksrepubliek China, Duitsland, Japan, Zuid-Korea en Nederland. Grote tekorten hadden de Verenigde Staten, Verenigd Koninkrijk, Brazilië, Australië en Canada. De Verenigde Staten hadden in dat jaar een tekort van US$ 484 miljard en staat al vele jaren op de eerste plaats van alle landen met de grootste tekorten. 